# Tenasserimnäshornsfågel
Tenasserimnäshornsfågel (Anorrhinus tickelli) är en fågel i familjen näshornsfåglar inom ordningen härfåglar och näshornsfåglar.

## Utseende och läte
Tenasserimnäshornsfågeln är en medelstor (60–65 cm) medlem av familjen med övervägande brun fjäderdräkt. Undersidan är rödbrun, ovansidan mörkare brun. Hanen har rostfärgade kinder och strupe samt ljusgul näbb. Honan är mörkare under med sotbrun näbb. Lätet består av sorgsamma skriande visslingar, i serier av två till fyra under en till två sekunder. Även längre serien med skrin kan höras, ibland tvåstavigt: "kee-yo..kee-yo..kee-yo..".

## Utbredning och systematik
Fågeln förekommer i södra Myanmar och sydöstra Thailand. Den behandlas som monotypisk, det vill säga att den inte delas in i några underarter.

## Levnadssätt
Arten hittas i både städsegrön och lövfällande bergsskogar, framför allt i områden med relativt höga och tätt växande träd, från förberg upp till 1500 meters höjd. Födan är dåligt känd, men den har noterats äta fikon. Fågeln häckar kooperativt i grupper, i Burma noterat februari–april. Boet är i ett trädhål 3,5–8 meter upp. Vid ett bo noterades åtminstone fem olika hanar komma med föda.

## Status och hot
Tenasserimnäshornsfågeln har en liten världspopulation bestående av uppskattningsvis endast 2 500–10 000 vuxna individer. Den tros också minska i antal till följd av habitatförlust. Internationella naturvårdsunionen IUCN kategoriserar den som nära hotad.

## Namn
Fågelns vetenskapliga artnamn hedrar Samuel Richard Tickell (1811-1875), överste i British Army i Indien, Nepal och Burma samt fältornitolog och konstnär.